# Patró (costura)
Un patró, en l'àmbit del tall i confecció, és una plantilla realitzada en paper per ser copiada al teixit i fabricar una peça de vestir, tallant, armant i cosint les diferents peces.
Es diu «patronatge» a l'activitat de dissenyar i adaptar patrons. «Patronista» és el professional que es dedica al patronatge.
En la indústria de la moda també rep el nom de patró la peça original que realitza el dissenyador de modes, a partir de la qual es copia la resta (canviant talles, materials o detalls).

## Patrons domèstics

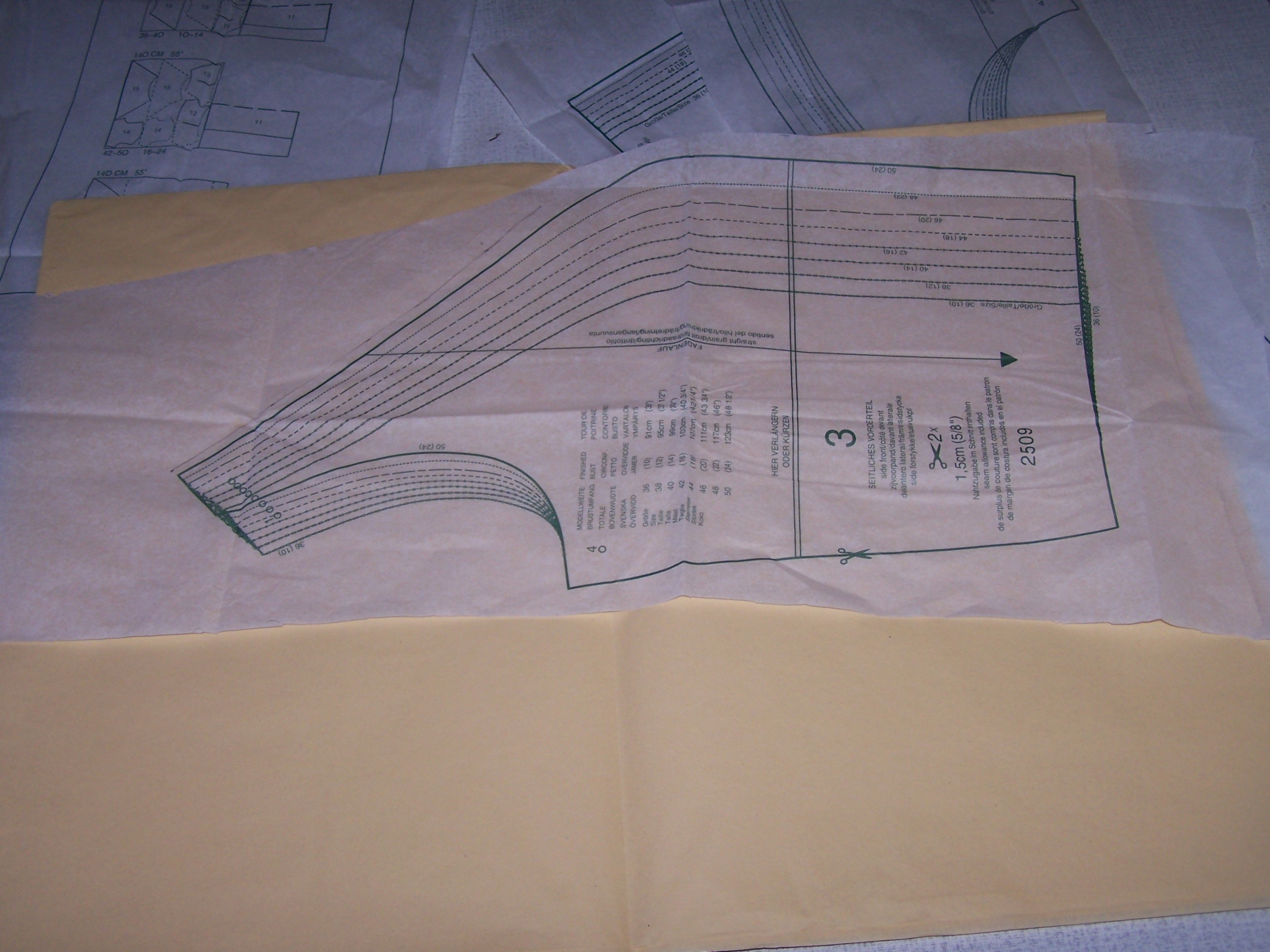
Patró casolà en paper amb marques per retallar en diferents talles.

Els patrons domèstics solen ser de paper de seda, inclouen instruccions d'ús, suggeriments sobre la tela més apropiada i les possibles adaptacions. Estan disponibles en una àmplia varietat d'estils, models, talles, preus ...

## Patrons industrials

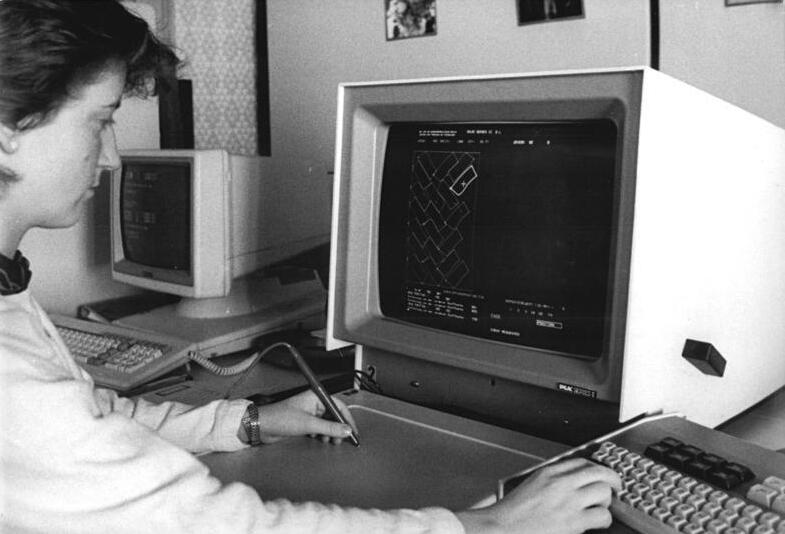
Disseny d'un patró industrial, utilitzant CAD.

El disseny industrial de patrons comença amb un «esborrany» (ja existent) que representa aproximadament la idea del dissenyador. El patró es realitza en paper manila i es revisa. S'aplica a un teixit de prova i es confecciona la peça. Aquesta peça es provarà en una model o maniquí perquè l'aprovi el dissenyador.
A continuació es confecciona una petita tirada d'aquesta peça en el teixit definitiu i es presenta als clients potencials, en general majoristes. Quan s'avalua positivament el potencial de vendes de la peça o peça, es realitza l'escalat, normalment a través de programes CAD. L'exactitud de les talles, els contorns i les línies de les costures s'examinen acuradament; es corregeixen els possibles errors i es procedeix a la seva producció industrial.
El tall de les diferents peces que componen una peça també es realitza amb ajuda d'un ordinador. Després de la fabricació del model, si té èxit en el mercat, es guarda el patró com a possible «esborrany» de futurs models.